# 三遊亭歌武蔵
三遊亭 歌武蔵（さんゆうてい うたむさし、1968年3月15日 -  ）は、岐阜県出身の落語家。落語協会所属。力士から転身した噺家である。本名∶若森 正英。出囃子∶『勧進帳』、寄席以外では『威風堂々』の時もある。

## 来歴
岐阜市立明郷中学校卒業。父親は元春日野部屋所属の力士であった。本人は柔道で高校に進学するつもりだったが、武蔵川親方と花籠親方にスカウトされ、父親への親孝行のつもりで相撲部屋入門を決めた。
- 1983年3月 - 武蔵川部屋へ入門、四股名は「森武蔵」。怪我がもとで半年で廃業。本人曰く「前相撲を取った後脱走したので本場所の土俵には数回しか上がっていない」とのことである[3]。
- 1983年12月 - 三代目三遊亭圓歌に入門。
- 1984年5月 - 前座となり、高座名『歌ちどき』と名乗る。
- 1988年9月 - 二ツ目に昇進し、高座名を『歌武蔵』と改める。
- 1994年
  - 4月 - 海上自衛隊横須賀教育隊へ入隊。
  - 8月 - 練習員課程を修業。
  - 11月 - ザイールへ慰問。
- 1998年3月 - 三代目三遊亭歌雀、林家しゅう平、三遊亭多歌介と共に落語協会真打昇進。
- 2004年 - 彩の国落語大賞受賞。
- 2007年1月1日放送の日本テレビ系『大笑点』「大相撲汐留場所」のコーナーで力士として登場。同じく元力士の安田大サーカスのHIROと対戦したが敗れている。
- 2008年5月22日・9月11日放送のBS11『大人の自由時間』木曜日にレギュラー司会者・柳家喬太郎の代理として出演。司会を務めるとともに、落語を一席披露した。
- 2013年10月よりCBCラジオでレギュラー番組を持つ（『CBCラジオ虎の穴』）。
- 2014年
  - 4月 - CBCラジオ『歌武蔵の月刊らじちゃんこ』を毎月最終土曜日に放送。
  - 9月15日 - NHK大相撲中継の幕下中継のゲストとして登場。
  - 10月 - CBCラジオ『歌武蔵の週刊らじちゃんこ』を毎週土曜日に放送（これ以降、2016-17年まで毎年ナイターオフ編成で毎週放送される）。
- 2015年5月8日・7月25日・8月22日 - CBCラジオ『歌武蔵の番外らじちゃんこ』を土曜日に放送。
- 2022年7月22日 - 知人の紹介で知り合った、元、京都・上七軒の芸妓「市知」だった27歳年下の女性と結婚[4][5][6]。
- 2022年12月2日-  女児誕生[7]。
- 2024年6月9日 - 夫婦で「新婚さんいらっしゃい！」に出演。家庭での姿や子どもが生まれた直後に号泣する歌武蔵の動画も紹介。春風亭一之輔もVTRでコメントを寄せた[8]。

## 芸歴
- 1983年12月 - 三代目三遊亭圓歌に入門。
- 1984年5月 - 前座となる、前座名「歌ちどき」。
- 1988年9月 - 二ツ目昇進、「歌武蔵」と改名。
- 1998年3月 - 真打昇進。

## 受賞歴
- 2002年∶彩の国落語大賞敢闘賞受賞。
- 2003年
  - 国立演芸場花形演芸会銀賞受賞。
  - 彩の国落語大賞技能賞受賞。
- 2004年
  - 国立演芸場花形演芸会金賞受賞。
  - 彩の国落語大賞大賞受賞。

## 活動
柳家喜多八、柳家喬太郎とはユニット「落語教育委員会」を組んでおり、定期的に公演を行っておる。喜多八の死去後は、三遊亭兼好を加え活動を継続している。開演前には、携帯電話の電源offをテーマにしたコントを全員で披露するのが恒例。　
七代目桂才賀率いる「統幕芸激隊」では、「甲板士官」の役職。

## 演目

### 古典落語
- お菊の皿
- 親子酒
- 芝浜
- 胴斬り
- 猫の皿
- らくだ

#### 相撲噺
- 稲川
- 大安売り

### 新作落語
- PKOの穴
- 落選確実

## 逸話
タレントで元落語家の伊集院光とは同期にあたる。
力士時代の兄弟子だった松武蔵（元幕下、YouTube 元力士・松ちゃんねる）は、2021年6月28日にアップロードした動画中で力士時代の歌武蔵(当時の四股名は森武蔵)のことを語っている。それによると、森武蔵は前相撲と出世披露はしたが、序ノ口として土俵には立っていない。一般の中学生よりもごつくおじさんのような顔をしていた森武蔵は、当時流行ったウォークマンで落語を聞いており、三遊亭圓歌が大好きでリスペクトしていた。力士が相撲の師匠の名前を言うようにいろいろな落語家の名前をよく知っている不思議な少年で、森武蔵がスカしたときに力士たちは「あいつ落語をよく聞いていたし、向こうに行ってしまったのじゃないか？」と話していたという。
実家にも帰っておらず、預かった責任もあることから部屋マネージャーが力士たちから情報を取っており、たまたま14代武蔵川(第57代横綱三重ノ海)と圓歌が知り合いだった。そこで14代武蔵川が落語の師匠方に「弟子が訪ねるかもしれません」と連絡をいれたところ、やはり森武蔵は圓歌のもとに行った。「（森武蔵が）来たよ、引き渡そうか?」と圓歌から連絡があったが、14代武蔵川は「相撲界には私が連れてきたが、今度は彼が自分で師匠を探した。差し支えなければ弟子にしてやって下さい」と答えた。中学を出て間もない少年が落語をやろうという気持ちで行ったし、道を変えてそこで頑張るんだったらと親方(14代武蔵川)も認めた、と松武蔵も話している。
師匠である圓歌の家に住み込み修行中、両親が「人より多く食べる子だから」と師匠に書留を送っていたが二ツ目となり独立した際、師匠はその書留をまとめて歌武蔵に渡した。
2022年10月26日放送の「水曜日のダウンタウン」内の企画「突撃！隣の冷蔵庫」で料理芸人チーム（城咲仁、チュートリアル福田、バイきんぐ西村）にアポなしで自宅マンションに来訪され、冷蔵庫の中身を公開した。

## 弟子

### 真打
- 三遊亭志う歌

### 二ツ目
- 三遊亭伊織

### 前座
- 三遊亭歌ん太

### 廃業
- 三遊亭歌よう